# Efrém da Síria
Efrém da Síria ou Efrém, o Sírio (em siríaco: ܐܰܦ݂ܪܶܝܡ ܣܽܘܪܝܳܝܳܐ; romaniz.: Ap̄re(y)m Suryoyo; em grego: Ἐφραίμ ὁ Σῦρος; romaniz.: Ephrem hó Syros; c. 306 — 9 de junho de 373) foi um prolífico compositor de hinos e teólogo do século IV, venerado por cristãos do mundo inteiro, especialmente pela Igreja Ortodoxa Síria, como um santo. Nascido em Nísibis, foi discípulo de Tiago de Nísibis na famosa escola da cidade. 
Escapando do avanço do exército sassânida, fugiu para Edessa onde lecionou por muitos anos. Autor de uma grande variedade de hinos, poemas e sermões de exegese bíblica, em verso e em prosa. Suas obras são exemplos de uma teologia prática voltadas para defesa da igreja em tempos turbulentos e tornaram-se tão populares que, por séculos após a sua morte, autores cristãos escreveram centenas de trabalhos pseudepígrafes em seu nome.
Por suas obras, foi declarado Doutor da Igreja pelo papa Bento XV em 1920. Efrém tem sido considerado o mais importante de todos os padres da Igreja na tradição siríaca da igreja.

## Vida
Efrém nasceu por volta de 306 na cidade de Nísibis (moderna Nusaybin, na Turquia, perto da fronteira com a Síria), que tinha se tornado parte do Império Romano apenas oito anos antes, em 298. Evidências internas da hinódia de Efrém sugerem que seus pais eram parte da crescente comunidade cristã da cidade, embora hagiógrafos posteriores tenham defendido que seu pai seria um sacerdote pagão. Diversas línguas eram faladas em Nísibis na época, a maior parte delas dialetos do aramaico, enquanto a comunidade cristã utilizava-se de um dialeto siríaco. A cultura local estava sujeita a influências pagãs, judaicas e das seitas do início do cristianismo.
Tiago (em latim: Jacobus), o segundo bispo de Nísibis e um dos signatários do Concílio de Niceia, foi consagrado em 308 e Efrém cresceu durante seu episcopado; foi batizado ainda menino e, quase certamente, tornou-se um  "filho da aliança", uma forma pouco comum do proto-monasticismo siríaco. Tiago indicou Efrém como professor (em siríaco: malp̄ānâ, um título que ainda inspira grande respeito entre os cristãos siríacos), e ele foi ordenado diácono no seu batismo ou em seguida; Efrém começou a compor seus hinos e escrever comentários sobre a Bíblia como parte de sua função de educador. Em seus hinos, ele às vezes se refere a si mesmo como um "boiadeiro" (ܥܠܢܐ, ‘allānâ), ao seu bispo como o "pastor" (ܪܥܝܐ, rā‘yâ) e à sua comunidade como "rebanho" (ܕܝܪܐ, dayrâ). Tradicionalmente, acredita-se que Efrém tenha sido o fundador da Escola de Nísibis, que, nos séculos posteriores, foi o centro do conhecimento do cristianismo oriental.

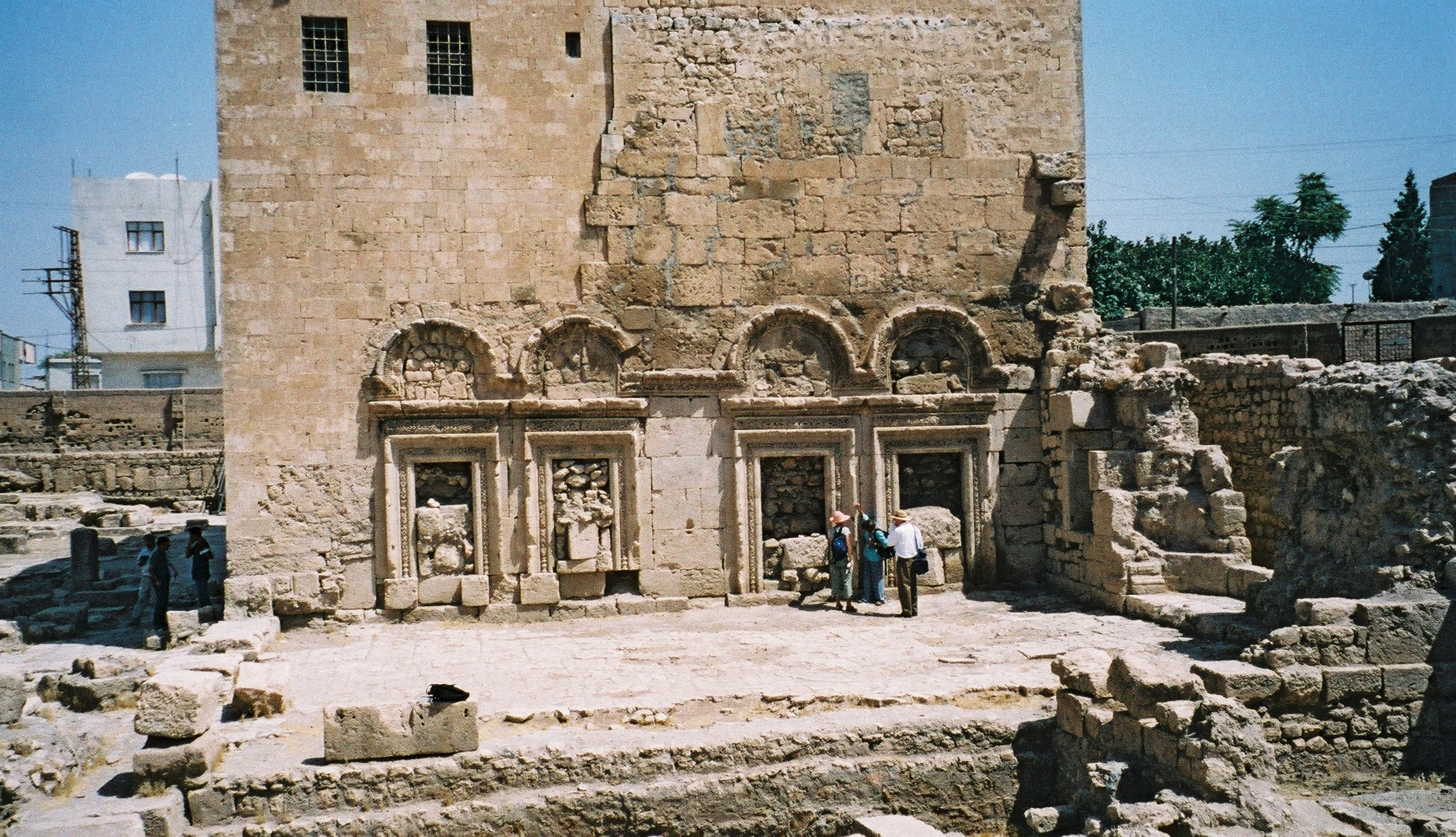
A recém-escavada Igreja de Tiago de Nísibis em Nísibis, onde Efrém ensinou e ministrou.

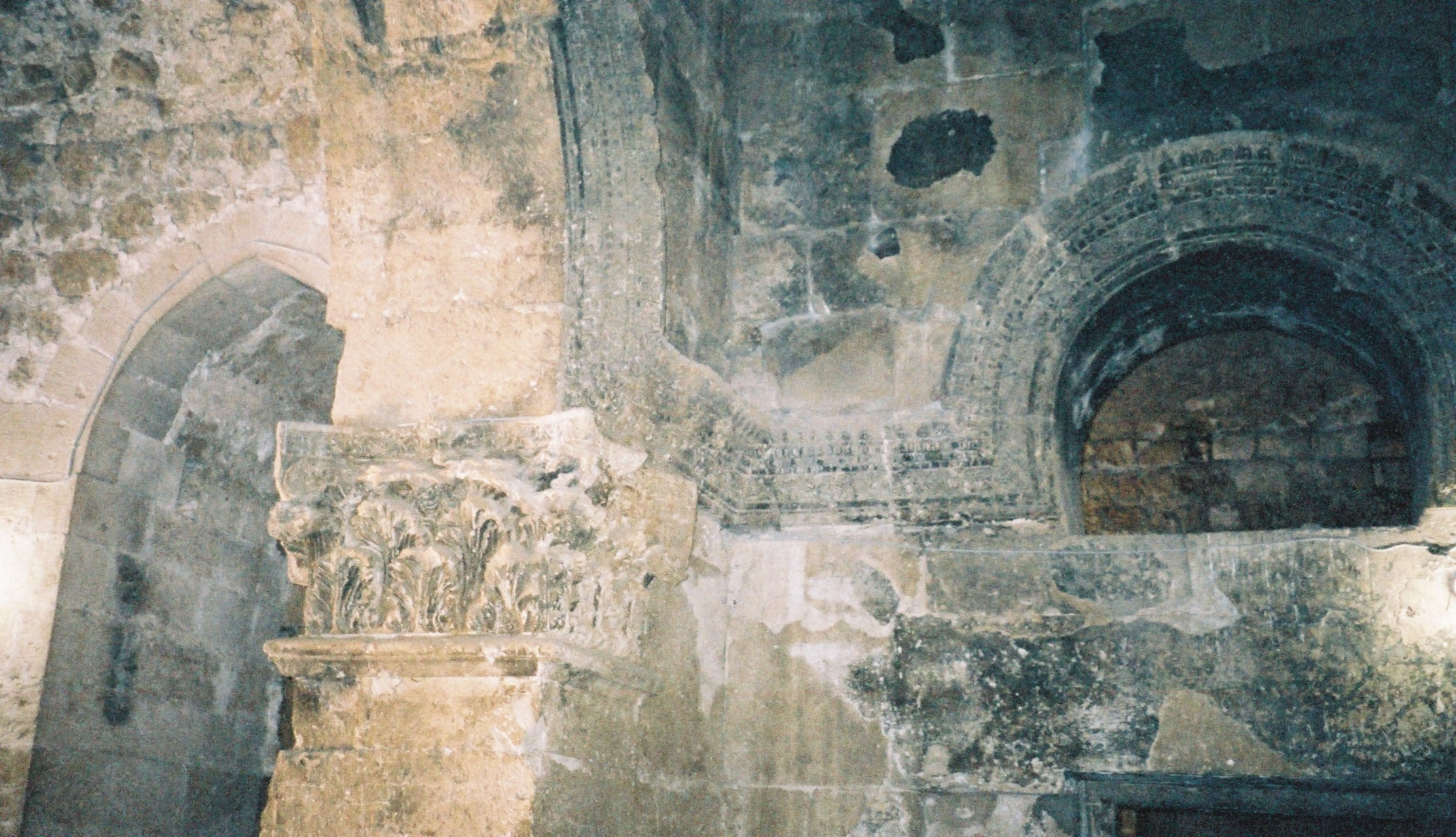
O Interior da Igreja de São Tiago de Nísibis.

Em 337, morreu o imperador Constantino (r. 306–337), que legalizou e promoveu a prática do cristianismo no Império Romano. Aproveitando a oportunidade, Sapor II iniciou uma série de ataques no norte da Mesopotâmia romana. Nísibis foi cercada em 338, 346 e 350. Durante o primeiro cerco, Efrém creditou ao bispo Tiago ter defendido a cidade com suas preces. No terceiro, em 350, Sapor desviou o rio Migdônio para minar as muralhas da cidade, porém os habitantes rapidamente a consertaram enquanto a cavalaria de elefantes persa se via atolada no solo úmido. Efrém celebrou o que entendeu ser uma salvação milagrosa da cidade num hino que retratou Nísibis como a Arca de Noé, flutuando em segurança durante o dilúvio.
Uma ligação física importante com a época de Efrém é o batistério de Nísibis. A inscrição dedicatória diz que ele foi construído durante o episcopado do bispo Vologeses em 359. Naquele ano, Sapor atacou novamente e as cidades na vizinhança de Nísibis foram todas destruídas, uma por uma, e seus habitantes foram mortos ou deportados. Constâncio II (r. 337–361) estava incapacitado de responder à agressão, e a campanha de Juliano, o Apóstata (r. 360–363), terminou com a sua morte no campo de batalha. Seu exército então elegeu Joviano como novo imperador e, para resgatar seu exército de uma desgraça maior, ele foi forçado a entregar Nísibis para os sassânidas, além de ser obrigado a permitir que toda a população cristã fosse expulsa.
Efrém, com outros fugitivos, seguiu primeiro até Amida (Diyarbakır) e se assentou finalmente em Edessa (moderna Şanlıurfa) em 363. Com quase sessenta anos, dedicou-se ao ministério em sua nova igreja e parece ter continuado a lecionar, talvez na Escola de Edessa. A cidade sempre esteve no coração do mundo siríaco e estava repleta de filosofias e religiões rivais. Em suas obras, Efrém comentou que os cristãos ortodoxos nicenos eram chamados simplesmente de "palutianos" em Edessa, em homenagem a um bispo anterior. Arianos, marcionitas, maniqueístas, bardesanistas e várias seitas gnósticas proclamavam-se como a verdadeira igreja. Nesta confusão, Efrém escreveu um grande número de hinos defendendo a ortodoxia nicena. Um escritor siríaco posterior, Jacó de Batnas, escreveu que ele ensaiava seus coros, todos compostos apenas por mulheres, para que cantassem no ritmo das canções siríacas mais populares no fórum de Edessa. Após um período de dez anos morando ali, Efrém sucumbiu à peste enquanto ministrava às suas vítimas. A data mais confiável de sua morte é 9 de junho de 373.

## Obras

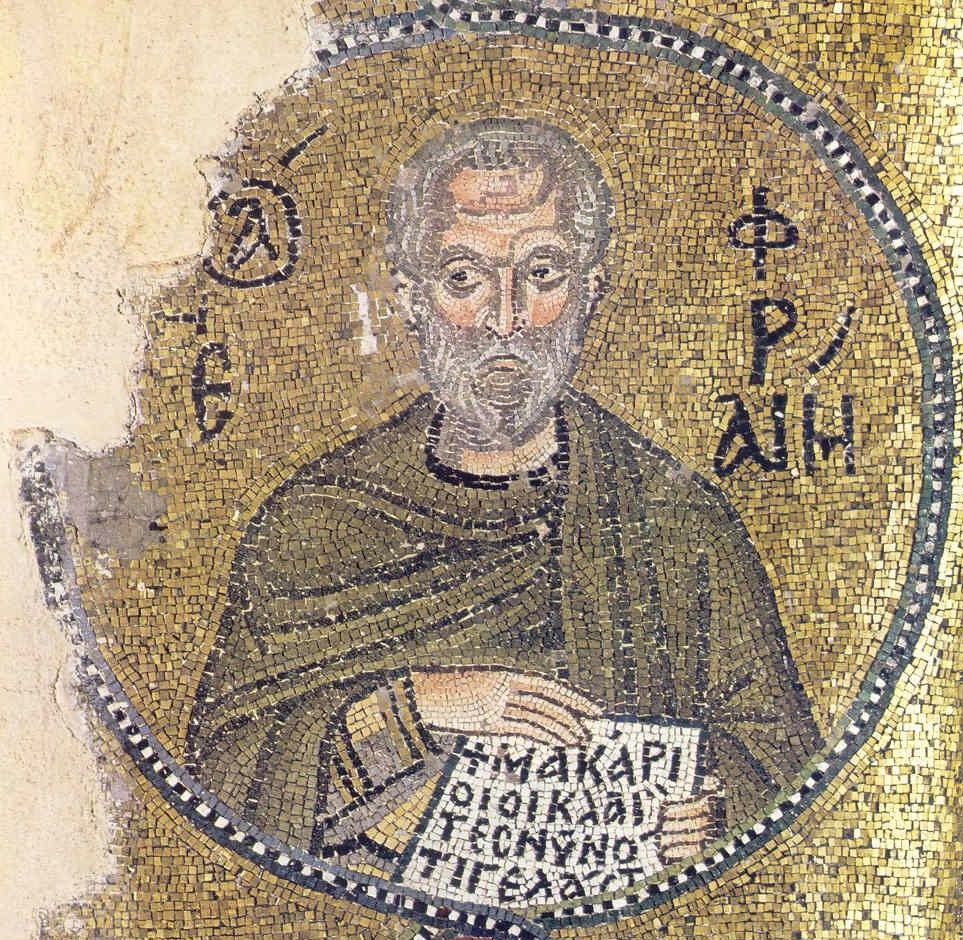
Mosaico de Éfrem no Mosteiro Novo de Quios, Grécia

Mais de quatrocentos hinos compostos por Efrém ainda existem. Dado que muitos devem ter se perdido, não há dúvidas sobre sua produtividade. O historiador da Igreja Sozomeno acredita que Efrém tenha escrito mais de três milhões de linhas. Efrém combina em seus textos três heranças principais: ele se baseia em modelos e métodos do antigo judaísmo rabínico, utiliza com habilidade a filosofia e ciência gregas e se delicia na tradição mesopotâmica do simbolismo oculto.
As mais importantes entre suas obras são os seus hinos edificantes e líricos (ܡܕܖ̈ܫܐ, madrāšê). Estes hinos estão cheios de um imaginário rico e poético baseado em fontes bíblicas, nas tradições populares, em outras religiões e na filosofia. Os madrāšê foram escritos em estrofes de versos silábicos e empregam mais de cinquenta diferentes esquemas métricos. Cada madrāšâ tinha seu qālâ (ܩܠܐ), uma canção tradicional identificada por seu verso inicial. Todos estes qālê se perderam atualmente. Parece que Bardesanes e Manes também compuseram madrāšê e Efrém percebeu que esta mídia seria uma ferramenta adequada para combater seus adversários e suas alegações. Os madrāšê se juntavam em vários ciclos hínicos, cada grupo com um título - Carmina Nisibena, Sobre a Fé, Sobre o Paraíso, Sobre a Virgindade, Contra Heresias - mas alguns deste títulos não fazem jus a todos os hinos da coleção (por exemplo, apenas a primeira metade da Carmina Nisibena é sobre Nísibis). Cada madrāšâ geralmente tinha um refrão (ܥܘܢܝܬܐ, ‘ûnîṯâ), que era repetido após cada estrofe.
Particularmente influentes foram seus "Hinos contra as heresias". Efrém os utilizava para alertar seu rebanho das heresias que ameaçavam dividir a igreja primitiva. Ele lamentava os fiéis que eram "atirados de um lado para o outro e carregados em cada nova doutrina, pela esperteza humana, por suas habilidades e desejos enganadores". Ele também compôs hinos carregados com detalhes da doutrina para inocular os cristãos que pensavam corretamente contra heresias como o docetismo. Os "Hinos contra as heresias" empregam metáforas coloridas para descrever a encarnação de Cristo como sendo tanto totalmente humana e, ao mesmo tempo, divina. Efrém afirma que a unidade de Cristo com a humanidade e a divindade representa a paz, perfeição e a salvação. Em contraste, o docetismo e outras heresias procuravam dividir ou reduzir a natureza de Cristo.
Efrém também escreveu homilias em verso (ܡܐܡܖ̈ܐ, mêmrê). Estes sermões em poesia existem em quantidade muito menor que os madrāšê. Os mêmrê foram escritos em pares heptossilábicos (pares de linhas com sete sílabas cada). A terceira categoria de escritos de Efrém foi a obra em prosa. Ele escreveu comentários sobre o Diatessarão, sobre o Gênesis e sobre o Êxodo. Já sobre o Novo Testamento, ele comentou sobre os Atos dos Apóstolos e as Epístolas Paulinas. Ele também escreveu refutações contra Bardesanes, Mani, Marcião e outros.
Efrém escreveu exclusivamente em siríaco, mas as traduções de suas obras existem em armênio, copta, georgiano, grego e outras línguas. Algumas de suas obras só sobreviveram em traduções (principalmente armênias). As igrejas siríacas ainda usam muitos dos hinos de Efrém como parte de seu ciclo litúrgico anual. Porém, a maior parte destes hinos litúrgicos foram editados.

## "Efrém grego"

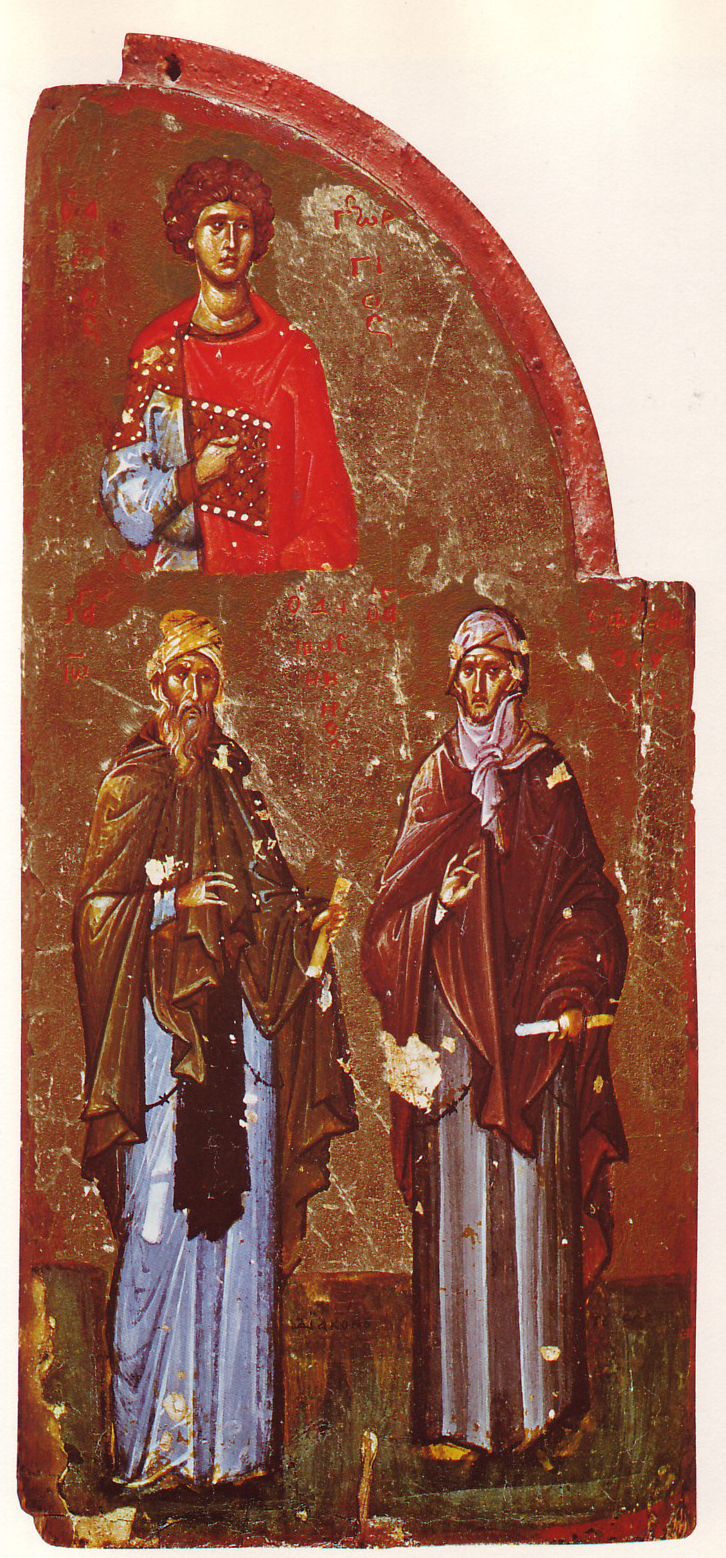
Ícone de Santo Efrém (direita) junto com São Jorge (acima) e São João Damasceno.

As habilidosas meditações de Efrém sobre os símbolos da fé cristã e sua postura contra a heresia fizeram dele uma fonte popular de inspiração por toda a Igreja. Por isso, há um enorme corpus de pseudepígrafes e hagiografias lendárias envolvendo seu nome. Algumas destas composições estão em verso, geralmente uma versão dos pares heptossilábicos de Efrém. A maioria destas obras são obras consideravelmente mais novas em grego. Estudantes de Efrém geralmente se referem a este corpus como tendo um único e imaginário autor, chamado "Efrém grego" ou Ephraem Graecus (contrastando com o real Efrém siríaco). Isso não é o mesmo que dizer que todos os textos atribuídos ao Efrém grego são de autoria de outros, ainda que muitos sejam. Embora as composições gregas sejam a maior fonte das obras pseudepígrafes, também existe material em latim, eslavo eclesiástico e árabe. Até o momento, muito pouca atenção dos estudiosos foi dirigida a estas obras e, por isso, muitas ainda são consideradas autênticas pelas igrejas que as utilizam.
A mais conhecida obra de "Efrém grego" é a Oração de Santo Efrém, que é recitada em todas as missas durante a Grande Quaresma da Igreja Ortodoxa e das Igrejas Católicas Orientais que seguem o rito bizantino. O livro Caverna dos Tesouros, que conta a história dos 5 500 anos desde a Criação até a crucificação de Jesus, é atribuído a Efrém, porém provavelmente foi escrito após a sua morte.

## Veneração como santo
No esquema hagiográfico da Igreja Ortodoxa Oriental, Efrém é um dos "Pais Veneráveis" (ou seja, um monge santo). Sua festa é celebrada em 28 de janeiro e no sábado dos Pais Veneráveis (sábado do Maslenitsa), justamente o sábado antes do início da Grande Quaresma.
Em 5 de outubro de 1920, o Papa Bento XV, na encíclica Principi Apostolorum Petro, proclamou Efrém um Doutor da Igreja ("Doutor dos Sírios").

### Devoção popular
Popularmente, acredita-se que Efrém tenha feito viagens lendárias. Em uma delas, ele teria visitado Basílio de Cesareia, o que o ligaria com os Padres Capadócios, uma importante ligação entre a visão espiritual entre eles, que tanto tinham em comum. Efrém também supostamente teria visitado São Pichoi nos mosteiros de Escetes no Egito. Assim como no caso da visita à Basílio, esta também seria uma ponte teológica entre as origens do monasticismo e sua rápida difusão por toda a Igreja.
Logo após a morte de Efrém, relatos lendários sobre sua vida começaram a circular. Uma dos primeiras 'modificações' é a afirmação que o pai de Efrém seria um sacerdote pagão do deus Abnil ou Abizal. Porém, evidências internas em suas obras autênticas sugerem que ele foi criado por pais cristãos. Esta lenda pode ser uma polêmica anti-paganismo ou pode também ser uma referência ao status de seu pai antes de uma conversão ao Cristianismo.
A segunda lenda ligada à Efrém é a de que ele seria um monge. No tempo de Efrém, monasticismo estava ainda em sua infância no Egito. Ele parece ter sido parte dos Filhos da aliança, um grupo fechado, urbano de cristãos que 'se aliaram' entre si para os serviços religiosos e também numa abstinência sexual. Alguns dos termos siríacos que Efrém se utiliza para descrever esta comunidade foram depois utilizados para descrever as comunidades monásticas, mas a afirmação de que ele teria sido um monge é um anacronismo. Hagiógrafos posteriores geralmente apresentavam Efrém como um asceta extremado, ainda que as mesmas evidências internas mostrem que ele tinha um papel muito ativo, tanto dentro de sua comunidade na Igreja quanto como testemunha ocular dos que não eram parte dela.

## Influência
Na Audiência geral de 7 de dezembro de 2005, o papa Bento XVI citou Santo Efrém:
| “ | ...Assim, também nós rezamos com o Salmo de louvor, de ação de graças e de confiança. Desejamos continuar a fazer correr este fio de louvor hínico através do testemunho de um cantor cristão, o grande Efrém Sírio (século IV), autor de textos de extraordinária fragrância poética e espiritual. | ” |
|   | — Papa Bento XVI. |   |

Na Audiência geral de 28 de novembro de 2007, desta vez sobre ele, novamente:
| “ | A presença de Jesus no seio de Maria levou-o a considerar a altíssima dignidade da mulher (...) de quem sempre fala com sensibilidade e respeito" (...) "Para Efrém, assim como não há redenção sem Jesus, não há a encarnação sem Maria. As dimensões divina e humana do mistério da nossa redenção se encontram já em seus textos. | ” |
|   | — Papa Bento XVI. |   |

## Leitura complementar
- Bou Mansour, Tanios (1988). La pensée symbolique de saint Ephrem le Syrien. Bibliothèque de l'Université Saint Esprit XVI. Kaslik, Lebanon. (em inglês)
- Brock, Sebastian P (1985). The luminous eye: the spiritual world vision of Saint Ephrem. Cistercian Publications. ISBN 0-87907-624-0. (em inglês)
- Brock, Sebastian (trans) (1990). Hymns on paradise: St. Ephrem the Syrian. St Vladimir's Seminary Press, Crestwood, New York. ISBN 0-88141-076-4. (em inglês)
- den Biesen, Kees (2002). Bibliography of Ephrem the Syrian. Self-published, Giove in Umbria. (em inglês)
- den Biesen, Kees (2006). Simple and Bold: Ephrem's Art of Symbolic Thought. Gorgias Press, Piscataway, New Jersey. ISBN 1-59333-397-8. (em inglês)
- Griffith, Sidney H (1997). Faith adoring the mystery: reading the Bible with St. Ephraem the Syrian. Marquette University Press, Milwaukee, Wisconsin. ISBN 0-87462-577-7. (em inglês)
- Matthews, Jr., Edward G. and Joseph P. Amar (trans), Kathleen McVey (ed) (1994). Saint Ephrem the Syrian: selected prose works. Catholic University of America Press. ISBN 0-8132-0091-1. (em inglês)
- McVey, Kathleen E (trans) (1989). Ephrem the Syrian: hymns. Paulist Press. ISBN 0-8091-3093-9. (em inglês)